# Palau de Blenheim
El palau de Blenheim (en anglès Blenheim Palace) és una monumental residència campestre a Woodstock, al Comtat d'Oxfordshire, Anglaterra, que és residència dels ducs de Marlborough. Es tracta de l'única residència no reial ni episcopal al Regne Unit que rep el títol de «palau». Està inscrit a la llista del Patrimoni de la Humanitat de la UNESCO des del 1987.